# Renate Boyová
Renate Boyová, rozená Garischová-Culmbergerová (24. ledna 1939 Pillau, nyní Baltijsk – 23. ledna 2023), byla východoněmecká atletka, která se v roce 1961 stala první německou ženou, která ve vrhu koulí hodila přes 17 metrů (17,18 m). Startovala na olympijských hrách v roce 1960, 1964 a 1968, za východní Německo, a skončila šestá, druhá a pátá, v uvedeném pořadí. Na Mistrovstvích Evropy získala v roce 1962 stříbrnou medaili a v roce 1969 skončila pátá. V roce 1964 vytvořila nový rekord halového mistrovství světa výkonem 17,18 metrů a vyhrála východoněmecké tituly v letech 1961 až 1965 a 1967.